# Franse ijshockeyploeg (vrouwen)

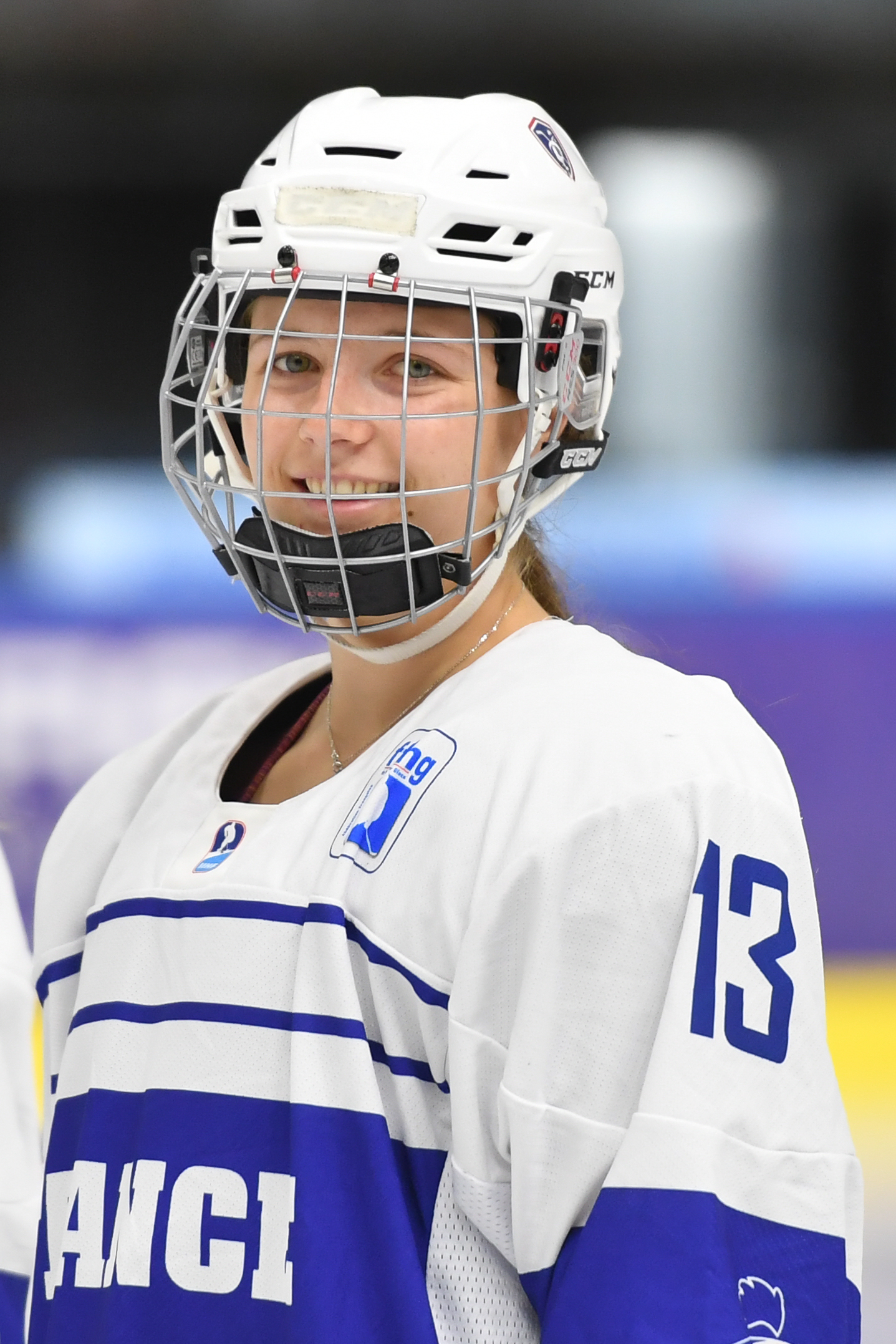
Clara Rozier,
het Franse talent

De Franse vrouwenijshockeyploeg is een team van ijshockeysters dat Frankrijk vertegenwoordigt in internationale vrouwenijshockeywedstrijden. 
De eerste wedstrijd werd gespeeld op 18 maart 1989 in Pilsen tegen Tsjecho-Slowakije en eindigde in een 1-1 gelijkspel.
Het team nam vier keer deel aan het Europees kampioenschap met als resultaten een 7e plaats in 1991, 9e plaats in 1993, een 11e plaats in 1995 en een 11e plaats in 1996.  
Het probeert zich vanaf 2006 te plaatsen voor de Olympische Spelen maar dat is nog niet gelukt.
Het komt na een geslaagde voorkwalificatie (2e plaats) en kwalificatie (3e plaats) in 1998 uit in het wereldkampioenschap vanaf 1999 (in het zogenaamde B-kampioenschap wat later de 1e divisie (a) werd). Het speelde meestal in de 1e divisie (A), werd daarin kampioen in 2018 en promoveerde daarmee naar het wereldkampioenschap in de Topdivisie 2019.
Topscorer aller tijden is Marion Allemoz met 68 punten. Recordinternational is Virginie Bouetz-Andrieu met 261 interlands.

## Deelname aan het wereldkampioenschap
| Jaar | Locatie                    | Klassering                      |
| ---- | -------------------------- | ------------------------------- |
| 1999 | Frankrijk (Colmar)         | 3e plaats in B-kampioenschap    |
| 2000 | Letland (Liepāja, Riga)    | 5e plaats in B-kampioenschap    |
| 2001 | Frankrijk (Briançon)       | 5e plaats in divisie 1          |
| 2003 | Letland (Ventspils)        | 4e plaats in divisie 1          |
| 2004 | Letland (Ventspils)        | 4e plaats in divisie 1          |
| 2005 | Zwitserland (Romanshorn)   | 4e plaats in divisie 1          |
| 2007 | Japan (Nikko)              | 3e plaats in divisie 1          |
| 2008 | Letland (Ventspils)        | 4e plaats in divisie 1          |
| 2009 | Oostenrijk (Graz)          | 6e plaats in divisie 1          |
| 2011 | Frankrijk (Caen)           | 2e plaats in divisie 2          |
| 2012 | Verenigd Koninkrijk (Hull) | 3e plaats in divisie 1B         |
| 2013 | Frankrijk (Straatsburg)    | 1e plaats in divisie 1B         |
| 2014 | Tsjechië (Přerov)          | 4e plaats in divisie 1A         |
| 2015 | Frankrijk (Rouen)          | 3e plaats in divisie 1A         |
| 2016 | Denemarken (Aalborg)       | 2e plaats in divisie 1A         |
| 2017 | Oostenrijk (Graz)          | 6e plaats in divisie 1A         |
| 2018 | Frankrijk (Vaujany)        | 1e plaats in divisie 1A         |
| 2019 | Finland (Espoo)            | geplaatst in Topdivisie groep B |